# Prodromus Plantarum Indiae Occidentalis
Prodromus Plantarum Indiae Occidentalis (abreviado Prodr. Pl. Ind. Occid.) es un libro con ilustraciones y descripciones botánicas que fue escrito por el médico y botánico irlandés William Hamilton (botánico) y publicado en Londres en el año 1825.
A pesar de que Hamilton (perf. viii) dedicó el Prodromus a Nicaise Augustin Desvaux, todas las novedades de nomenclatura en este trabajo deben atribuirse solo a Hamilton (fide RA Howard et al, J. Arnold Arbor 62:... 215, párrafo 4, 1981)